# مسرح عنابة الجهوي
مسـرح عنابة، المسرح الجهوي عز الدين مجوبي. يعد أهم مسارح الجزائر واقدمها وهو مؤسسة فنية وثقافية.

## تاريخه
أنشئت أثناء استعمار فرنسا للجزائر في أواخر القرن التاسع العشر 1890-1899. كان مسرحا بلـديا وتـم تدميره من طرف الطيران الألماني أثناء الحرب العالميـة الثانيـة (سنة 1942).
ودشن بصفته الحالية في سنة 1954 وبعد الاستقلال (1963) أمم بمقتضى المرسوم 63-12 وأصبح ملك للدولة الجزائرية وتحت إشراف المسرح الوطني الجزائري.
وأصبح مسرحا جهويا بحكم الأمر 70-39 المؤرخ في 12 جوان 1970.
وبمقتضى المرسوم 73-71 المؤرخ في 16 أفريل 1973 استفاد من الإستقلالية في التسيير وعرف باسم: المسرح الجهوي بعنابة.
وفي سنة 2000 تمت تسميته باسم المسرح الجهوي عز الدين مجوبي بعنابة بمرسوم رئاسي تحت رقم:2000-70 مؤرخ في 21 مارس 2000.

## النشـــاط
يقوم بعدة نشاطات فنية وثقافية وتربوية ذات بعد جهوي ووطني، بصفة عامة يشارك المسرح في الحياة الثقافية والسياسية والاجتماعية والروحية على المستوى المحلي والوطني.
- النشاط الأساسي (الإنتاج المسرحي)
- تقديم الحفلات الفنية.
- إقامة المعارض الفنية.
- تنظيم الندوات والملتقيات الفنية والثقافية والفكرية.

- منذ الاستقلال تم إنتاج 47 مسرحية وهي كالتالي:

1. · 1962 كوميديا موسيقية " شقاقين الجبال" – حسن دردور
2. · 1962 مسرحية "باش آغابوس بوس" – حسن دردور
3. · 1962 مسرحية "الرحيل" – حسن دردور
4. · 1974 مسرحية "الطمع يفسد الطبع" – الهاشمي نور الدين
5. · 1975 مسرحية " حسنة وحسان" – محمد بن قطاف
6. · 1975 مسرحية "الخطبة ديال سيدنا " – محمد كاراوازن
7. · 1976 مسرحية "في انتظار المهدي" – سيد أحمد أقومي
8. · 1977 مسرحية "يوم الجمعة خرجو لريام" – سليمان بن عيسى
9. · 1978 مسرحية " المحقور" – سليمان بن عيسى
10. · 1980 مسرحية "على كرشو يخلي عرشو"- جمال مرير
11. · 1981 مسرحية " الفيران "- جمال حمودة
12. · 1981 مسرحية "التواصل" - محمد حلمي
13. · 1982 مسرحية " أنتيك يا لولاد" - إخراج جماعي
14. · 1983 مسرحية "اللي دارها بيديه "- كمال كربوز
15. · 1983 مسرحية "ضحكة مسجونة " – محمد العيد قابوش
16. · 1984 مسرحية "بودربالة " – علاوة بوجادي
17. · 1984 مسرحية " الزنيقة" – علاوة بوجادي
18. · 1984 مسرحية "العهد" – أحمد خودي
19. · 1985 مسرحية "ضيق الخاطر" – جمال حمودة
20. · 1986 مسرحية " اللي زرع الريح "- جمال حمودة
21. · 1986 مسرحية " مغامرات قطوس " للأطفال- منيرة حداد
22. · 1987 مسرحية" الرتيلة" – ناصر أورمضان وغنية أورمضان
23. · 1987 مسرحية " قهوة ولاتاي"- جمال حمودة
24. · 1988 مسرحية "اللوشام"- تأليف وإخراج الطيب دهيمي
25. · 1989 مسرحية " الهربة " – حميد قوري
26. · 1989 مسرحية "دروب الإيوان"إخراج أسعد العيدان - اقتباس حميد قوري
27. · 1990 مسرحية " جنوب" – جمال حمودة
28. · 1990 مسرحية "مرثاة يوغرطة" إنتاج مشترك تونسي- إخراج حسن المؤدن
29. · 1992 مونولوج "إشهاركم"- نبيل رحماني
30. · 1993 مسرحية " أبولو كوسكوس"- حميد قوري
31. · 1994 مسرحية " شاري دالة "- عبد الحميد لوكيل
32. · 1995 مسرحية"حكمة لبلوبة" للاطفال- إخراج كمال كربوز
33. · 1996 مسرحية "زمان الحلم"- تأليف نورة خلايفية
34. · 1996 مسرحية" الأميرة المفقودة" – سعيد دراجي
35. · 1998 مسرحية "السوسة"- إخراج كمال كربوز
36. · 1998 مسرحية "الطائر العجيب" – سعيد دراجي
37. · 1998 مونولوج "سوق ألفين" – توفيق ميميش
38. · 2000 مسرحية "مبروكة"- أحمد رزاق
39. · 2001 مسرحية "لسعات البسمات"- إخراج محمد العيد قابوش
40. · 2002 مسرحية"دورة حول زحل"- سعيد دراجي
41. · 2002 مسرحية "الأحلام القذرة"- حميد قوري
42. · 2003 مسرحية "البغاة"-إخراج جمال مرير-اقتباس حميد قوري
43. · 2004 مسرحية"عروس الظلام"-إخراج محمد العيد قابوش- اقتباس حميد قوري
44. · 2004 مسرحية "طامزة "- إخراج محمد العيد قابوش- تأليف أحمد شنه.
45. · 2005 مسرحية "أولاد لابلاص دارم"-إخراج جمال مرير- نص حميد قوري.
46. · 2006 مسرحية "جايح قبيح ومجنون"-إخراج جمال حمودة- نص جمال حمودة.

## المشاركات والجوائز

### المشاركات الوطنية
- شارك مسرح عنابة الجهوي في كل المهرجانات التي نظمت على المستوى الوطني للمسرح المحترف من سنة 1986 إلى سنة 2006.

### المشاركات والجوائز في الخارج
- شارك مسرح عنابة الجهوي في مهرجان قرطاج للمسرح:
- 1987 : بمسرحية «الرتيلة»
- 1999 : بمسرحية «السوسة».
- وشارك في سنة الجزائر بفرنسا سنة 2003 بمسرحية «الأحلام القذرة».
- وشارك أيضا في المهرجان الأردني السابع لمسرح الطفل العربي سنة 2004 بعمان وتحصل على جائزة أحسن دور نسائي.